# 中野淳一
中野 淳一（なかの じゅんいち、1938年11月8日 - 2007年8月23日）は、日本の実業家。初代野村不動産ホールディングス代表取締役社長や、同社代表取締役会長、不動産協会副理事長などを務めた。

## 人物・経歴
北海道生まれ。1962年小樽商科大学商学部卒業、野村證券入社。職員部長や、名古屋駅前支店長を経て、1984年取締役に昇格。1987年常務取締役。1988年専務取締役。1991年顧問。1992年野村不動産専務取締役。1993年同社取締役副社長。
1995年から野村不動産代表取締役社長を務め、2004年には野村不動産ホールディングスを設立し同社代表取締役社長に就任。同年同社代表取締役会長に就任。不動産協会副理事長なども歴任した。
2007年野村不動産ホールディングス代表取締役会長を退任し、野村不動産相談役に就任も、同年慶應義塾大学病院で肺がんのため死去。享年68。増上寺大殿で通夜・告別式が行われた。